# Brydż sportowy na Igrzyskach Azjatyckich 2018
Brydż sportowy na Igrzyskach Azjatyckich 2018 – jedna z dyscyplin rozgrywana podczas igrzysk azjatyckich w Dżakarcie i Palembangu. Zawody odbyły w dniach 21 sierpnia – 1 września w Jakarta International Expo w stolicy Indonezji. Do rywalizacji w sześciu konkurencjach przystąpiło 216 zawodników z 14 państw.

## Uczestnicy
W zawodach wzięło udział 216 zawodników z 14 państw.
| Reprezentacja    | Liczba zawodników |
| ---------------- | ----------------- |
| Arabia Saudyjska | 4                 |
| Bangladesz       | 5                 |
| Chiny            | 24                |
| Chińskie Tajpej  | 18                |
| Filipiny         | 14                |
| Hongkong         | 16                |
| Indie            | 25                |
| Indonezja        | 24                |
| Japonia          | 12                |
| Jordania         | 10                |
| Malezja          | 10                |
| Pakistan         | 11                |
| Singapur         | 24                |
| Tajlandia        | 21                |
| 14 reprezentacji | 216               |

## Medaliści
| Konkurencja                 | Złoto | Srebro | Brąz |           |
| Mężczyźni                   | Mężczyźni | Mężczyźni | Mężczyźni | Mężczyźni |
| --------------------------- | --- | --- | --- | --------- |
| Pary                        | Pranab Bardhan Shibhnath Sarkar                                                                                 | Yang Lixin Chen Gang | Henky Lasut Freddy Eddy Manoppo | [ 3 ]     |
| Pary                        | Pranab Bardhan Shibhnath Sarkar                                                                                 | Yang Lixin Chen Gang | Mak Kwok Fai Lai Wai Kit | [ 3 ]     |
| Zawody drużynowe            | Singapur · Loo Choon Chou · Fong Kien Hoong · Feng Gui Desmond Oh · Yisheng Kelvin Ong · Poon Hua · Zhang Yukun | Hongkong · Lai Wai Kit · Lau Pik Kin · Mak Kwok Fai · Ng Chi Cheung · Wan Siu Kau · Zen Wei Peu                                                        | Chiny · Chen Gang · Ju Chuancheng · Shi Haojun · Shi Zhengjun · Yang Lixin · Zhuang Zejun                                                                      | [ 4 ]     |
| Zawody drużynowe            | Singapur · Loo Choon Chou · Fong Kien Hoong · Feng Gui Desmond Oh · Yisheng Kelvin Ong · Poon Hua · Zhang Yukun | Hongkong · Lai Wai Kit · Lau Pik Kin · Mak Kwok Fai · Ng Chi Cheung · Wan Siu Kau · Zen Wei Peu                                                        | Indie · Ajay Khare · Debabrata Majumder · Sumit Mukherjee · Jaggy Shivdasani · Rajeshwar Tewari · Raju Tolani                                                  | [ 4 ]     |
| Kobiety                     | | | |           |
| Pary                        | Ran Jingrong Wu Shaohong                                                                                        | Wu Yu-fang Tsai Wen-chuan | Yeung Hoi Ning Pui Yi Pearlie Chan | [ 5 ]     |
| Pary                        | Ran Jingrong Wu Shaohong                                                                                        | Wu Yu-fang Tsai Wen-chuan | Huang Yan Wang Nan | [ 5 ]     |
| Mikst                       | | | |           |
| Pary                        | Yang Hsin-lung Lu Yi-zu                                                                                         | Fan Kang-wei Tsai Po-ya | Lusje Olha Bojoh Taufik Gautama Asbi | [ 6 ]     |
| Pary                        | Yang Hsin-lung Lu Yi-zu                                                                                         | Fan Kang-wei Tsai Po-ya | Terasak Jitngamkusol Taristchollatorn Chodchoy | [ 6 ]     |
| Zawody drużynowe            | Chiny · Li Liang · Hu Wen · Xun Yonghong · Yang Jinghui · Zhang Yizhuo · Zhu Aiping                             | Tajlandia · Somchai Baisamut · Taristchollatorn Chodchoy · Kanokporn Janebunjong · Terasak Jitngamkusol · Kridsadayut Plengsap · Chodchoy Sophonpanich | Indonezja · Taufik Gautama Asbi · Lusje Olha Bojoh · Marcella Elvitta Chyntia Lasut · Bill Roland George Mondigir · Robert Parasian · Julita Grace Joice Tueje | [ 7 ]     |
| Zawody drużynowe            | Chiny · Li Liang · Hu Wen · Xun Yonghong · Yang Jinghui · Zhang Yizhuo · Zhu Aiping                             | Tajlandia · Somchai Baisamut · Taristchollatorn Chodchoy · Kanokporn Janebunjong · Terasak Jitngamkusol · Kridsadayut Plengsap · Chodchoy Sophonpanich | Indie · Hema Deora · Himani Khandelwal · Rajeev Khandelwal · Gopinath Manna · Kiran Nadar · Bachiraju Satyanarayana                                            | [ 7 ]     |
| Zawody drużynowe supermikst | Chiny · Fu Zhong · Hou Xu · Li Jie · Liu Jing · Shen Qi · Wang Wenfei                                           | Hongkong · Pui Yi Pearlie Chan · Ho Hoi Tung · Ho Wai Lam · Hor Yung Charmian Koo · Wai Man Flora Wong · Yeung Hoi Ning                                | Indonezja · Rury Andhani · Jemmy Boyke Bojoh · Bambang Hartono · Franky Steven Karwur · Bert Toar Polii · Conny Eufke Sumampouw                                | [ 8 ]     |
| Zawody drużynowe supermikst | Chiny · Fu Zhong · Hou Xu · Li Jie · Liu Jing · Shen Qi · Wang Wenfei                                           | Hongkong · Pui Yi Pearlie Chan · Ho Hoi Tung · Ho Wai Lam · Hor Yung Charmian Koo · Wai Man Flora Wong · Yeung Hoi Ning                                | Chińskie Tajpej · Chen Yin-shou · Lin Yin-yu · Liu Ming-chien · Liu Pei-hua · So Ho-yee · Wang Shao-yu                                                         | [ 8 ]     |

## Tabela medalowa
| Pozycja | Reprezentacja   | Złoto | Srebro | Brąz | Razem |
| ------- | --------------- | ----- | ------ | ---- | ----- |
| 1.      | Chiny           | 3     | 1      | 2    | 6     |
| 2.      | Chińskie Tajpej | 1     | 2      | 1    | 4     |
| 3.      | Indie           | 1     | 0      | 2    | 3     |
| 4.      | Singapur        | 1     | 0      | 0    | 1     |
| 5.      | Hongkong        | 0     | 2      | 2    | 4     |
| 6.      | Tajlandia       | 0     | 1      | 1    | 2     |
| 7.      | Indonezja       | 0     | 0      | 4    | 4     |
| Razem   | Razem           | 6     | 6      | 12   | 24    |